# Голієвська Ія Іллівна
Іллічна Голієвська (Віліткевич) (22 червня 1925 року, село -Чариш Алтайський край — 31 грудня 2011 року) — радянський сержант — снайпер, учасник Великої Вітчизняної війни, нагороджена орденами та медалями (в нагородних документах.
У роки війни особисто знищила 76 німецьких солдатів і офіцерів і винесла з поля бою 18 радянських бійців із їхньою зброєю.

## Біографія
Ія Іллівна народилася 22 червня 1925 року в селі Усть-Чариш Алтайського краю, до війни жила в місті Златоусті Челябінської області, де закінчила десять класів середньої школи. Коли розпочалася Велика Вітчизняна війна Іє Голієвській було шістнадцять років, працювала на машинобудівному заводі та одночасно займалася на курсах стрілецької підготовки.
У сімнадцять років І. І. Голієвська 15 грудня 1942 року добровільно вступила до лав Червоної Армії, потім Ія Іллівна в місті Подільську закінчила Центральну жіночу школу снайперської підготовки. Служила в 69-му Гвардійському стрілецькому полку (21-а гвардійська Невельська стрілецька дивізія, 3-а Ударна армія).
З 10 травня 1943 року була на Калінінському фронті, де відкрила свій снайперський рахунок (9 серпня 1943 року). Першу свою бойову нагороду медаль «За відвагу» Ія Іллівна Голієвська — снайпер 3-го стрілецького батальйону 69-го Гвардійського стрілецького полку (21-а гвардійська стрілецька дивізія, 2-й Прибалтійський фронт) отримала 16 листопада 1943 року за знищення двадцяти німецьких солдатів і офіцерів. У грудні 1943 року Ія Іллівна була тяжко поранена.
На початку 1944 року Ія Іллівна знищила тридцять два німецьких солдати й офіцери, у жовтні 1944 року — 63 солдатів і офіцерів противника, нагороджена орденами Слави 3-го ступеня та Вітчизняної війни 2-го ступеня, у травні 1945 року була нагороджена Орденом Слави 2-го ступеня за знищення 76 фашистських солдатів і офіцерів, а в 1985 нагороджена орденом Вітчизняної війни 1-го ступеня. Велику Перемогу Ія Іллівна Голієвська зустріла в Берліні, там же вона познайомилася зі своїм майбутнім чоловіком — Михайлом Антоновичем Віліткевичем.
Після війни, в 1946 році вступила до Московського вчительського інституту. Після закінчення інституту пропрацювала близько сорока років учителем російської мови: на початку в Московській школі № 615, потім працювала в школі № 8 та ліцеї № 4 міста Красногорська.
Померла Ія Іллівна 31 грудня 2011 року.

## Нагороди
- Орден Вітчизняної війни 1-го ступеня ;
- Орден Вітчизняної війни 2-го ступеня ;
- Орден Слави 2-го ступеня ;
- Орден Слави 3-го ступеня ;
- Медаль «За відвагу».